# Tulle
Tulle (okcitansko Tula) je naselje in občina v osrednji francoski regiji Limousin, prefektura departmaja Corrèze. Leta 1999 je naselje imelo 15.647 prebivalcev.

## Geografija
Kraj leži v pokrajini Limousin na zahodnem robu Centralnega masiva ob reki Corrèze, 100 km južno od središča regije Limogesa.

## Uprava
Tulle je sedež štirih kantonov:
- Kanton Tulle-Campagne-Jug (občine Les Angles-sur-Corrèze, Chanac-les-Mines, Le Chastang, Cornil, Gimel-les-Cascades, Ladignac-sur-Rondelles, Lagarde-Enval, Laguenne, Marc-la-Tour, Pandrignes, Saint-Bonnet-Avalouze, Sainte-Fortunade, Saint-Martial-de-Gimel, Saint-Priest-de-Gimel),
- Kanton Tulle-Campagne-Sever (občine Chameyrat, Favars, Naves, Saint-Germain-les-Vergnes, Saint-Hilaire-Peyroux, Saint-Mexant),
- Kanton Tulle-Urbain-Jug (del občine Tulle),
- Kanton Tulle-Urbain-Sever (del občine Tulle).

Naselje je tudi sedež okrožja, v katerega so poleg njegovih vključeni še kantoni Argentat, Corrèze, Égletons, Lapleau, Mercœur, La Roche-Canillac, Saint-Privat, Seilhac, Treignac in Uzerche s 76.997 prebivalci.

## Zgodovina
Ime kraja izhaja od boginje Tutelle, kateri je bil v rimskem času posvečen tamkajšnji tempelj. Prvotni samostan sv. Mihaela, ustanovljen v 7. stoletju, je bil med invazijo Normanov leta 846 porušen. Novejša v 12. stoletju zgrajena opatija je bila leta 1317 po dekretu papeža Janeza XXII. povzdignjena v katedralo novoustanovljene škofije Tulle. 
Med stoletno vojno so kraj dvakrat osvojili Angleži (1346 in 1369), vmes je v kraju razsajala kuga. 
Med verskimi vojnami je kraj leta 1577 uspel zadržati prvi napad hugenotov, vendar so se ga le-ti kasneje v letu 1585 uspeli polastiti in opustošiti.
V času francoske revolucije je bil kraj ponovno na udaru. Katedrala in opatijske zgradbe so bile tako preurejene v tovarno orožja. Cerkev je bila ponovno odprta za bogoslužje v letu 1803, naziv katedrale pa je pridobila nazaj v letu 1823.
Med drugo svetovno vojno, 9. junija 1944, je 2. SS-tankovska divizija »Das Reich« izvedla masaker nad 99-imi domačini, 101-ega pa deportirala. 

## Zanimivosti
- katedrala Notre-Dame de Tulle iz 12. stoletja,
- kapela sv. Jakoba (16. stoletje),
- cerkev sv. Petra (17. stoletje),
- Licej Edmond Perrier (19. stoletje)

## Pobratena mesta
- Bury (Anglija, Združeno kraljestvo),
- Errenteria (Baskija, Španija),
- Lousada (Portugalska),
- Schorndorf (Baden-Württemberg, Nemčija),
- Smolensk (Osrednje zvezno okrožje, Rusija).